# Hoquei Club Sentmenat
Le Hockey Club Sentmenat ou HC Sentmenat est un club de rink hockey de la ville de Sentmenat, au Vallès Occidental, en Espagne.

## Histoire
Le club est créé en 1960 et a connu son apogée durant les années 1970 et 1980. Le club participa à de nombreuses saisons en Division d'Honneur et il atteint deux finales européennes, la Coupe d'Europe et la Coupe d'Europe des vainqueurs de coupe. En 1983, il atteint la finale de la Coupe d'Europe mais s'incline face au Barça. C'est son exploit sportif majeur. À l'issue de la saison 1989-90, le club est relégué en division inférieure, mais remonte dès 1991 en remportant le championnat de Première Division.

## Joueurs
- Manel Chércoles Fort[5]
- Josep Ramoneda Verdaguer[5]

### Source de la traduction
- (ca) Cet article est partiellement ou en totalité issu de l’article de Wikipédia en catalan intitulé « Hoquei Club Sentmenat » (voir la liste des auteurs).